# Rolls-Royce BR700
A família BR700 de reactores foi desenvolvida pela BMW e Rolls-Royce para equipar aviões a jacto regionais e corporativos. A joint venture entre as duas empresas foi estabelecida em 1990 com a denominação de AeroEngines GmbH. O BR710 foi testado em 1995. A Rolls-Royce adquiriu controle total da divisão em 2000 e hoje é conhecida como Rolls-Royce Deutschland.

## Especificações
| Modelo                 | BR700-710                   | BR700-715                          | BR700-725                   |
| ---------------------- | --------------------------- | ---------------------------------- | --------------------------- |
| Configuração           | 1 fan, 10 HPC, 2 HPT, 2 LPT | 1 fan, 2 LPC, 10 HPC, 2 HPT, 3 LPT | 1 fan, 10 HPC, 2 HPT, 3 LPT |
| Impulsão               | 15 400 lbf (68 500 N)       | 21 430 lbf (95 300 N)              | 16 900 lbf (75 200 N)       |
| Peso seco              | 1 818 kg (4 010 lb)         | 2 085 kg (4 600 lb)                | 1 635,2 kg (3 600 lb)       |
| Comprimento            | 4 669 mm (184 in)           | 3 738 mm (147 in)                  | 3 297 mm (130 in)           |
| RPM do rotor           |                             | LP: 6096 HP: 16661                 |                             |
| Diâmetro do ventilador | 122 mm (4,80 in)            | 147 mm (5,79 in)                   | 127 mm (5,00 in)            |